# موش‌های کشتزار
موش‌های کشتزار یا موش‌های صحرایی (نام علمی: Apodemus)، یک سرده از موشان (موش‌ها و خرموش‌ها) است. این نام با نام سردهٔ موش‌ها Mus ارتباطی ندارد، در عوض از واژهٔ یونانی ἀπό-δημος (به معنای واقعی کلمه دور از خانه) گرفته شده‌است.

## آرایه‌شناسی
مربوط به موش‌های خاردار ریوکیو (توکودایا) و راگامی‌های پیشاتاریخ - و بسیار دورتر از سردهٔ موش‌ها و مالاکومی‌ها است - این گونه‌ها را دربرمی‌گیرد:

### Apodemus sensu stricto
- موش کشتزار نواردار، A. agrarius
- موش کشتزار شوریر، A. chevrieri
- موش کشتزار ژاپنی کوچک، A. argenteus

### سردهٔ موش‌های دشتی آسیایی (Alsomys)
- موش صحرایی جنوب چین، A. draco
- موش صحرایی هیمالیایی، A. gurkha
- موش صحرایی سیچوان، A. latronum
- موش صحرایی کره‌ای، A. peninsulae
- موش صحرایی تایوانی، A. semotus
- موش صحرایی ژاپنی بزرگ، A. speciosus

### موش‌های جنگلی اوراسیا (Sylvaemus)
- موش صحرایی آلپی، A. alpicola
- موش گردن‌زرد، A. flavicollis - شامل A. arianus است
- موش صحرایی هیرکانی، A. hyrcanicus
- موش صحرایی وارد، A. pallipes
- موش صحرایی دریای سیاه، A. ponticus
- موش جنگلی، A. sylvaticus
- موش صحرایی اورالی، A. uralensis
  - موش صحرایی کوتوله، A. u. microps
  - موش صحرایی اورالی سیمرمانی، A. u. cimrmani
- موش صحرایی شیرازی، A. witherbyi

### موش‌های دشتی دندان‌پهن (Karstomys)
- موش صحرایی دندان‌پهن شرقی، A. mystacinus
- موش صحرایی دندان‌پهن غربی، A. epimelas
- موش صحرایی کشمیر، A. rusiges

### طبقه‌بندی نامشخص
- Apodemus avicennicus Darvish, Javidkar & Siahsarvie، ۲۰۰۶

گونه‌های پیشاتاریخ توصیف‌شده از بقایای فسیلی عبارتند از:
- A. gorafensis (میوسن پسین/پلیوسن اولیه ایتالیا)
- A. dominans (Kolzoi 1959)